# Stat Quo
Stanley Benton (Atlanta, 4 juli 1979), bijnaam Stat Quo, is een Amerikaanse rapper die sinds 2002 actief is. Hij stond onder contract bij Shady Records, het label van Eminem. Via een mixtape kwamen Dr. Dre en Eminem achter zijn talent, en ze contracteerden hem meteen. Daarmee werd hij de tweede artiest die bij het label tekende, na 50 Cent. 
Stat Quo was niet blij dat zijn album Statlanta zo lang duurde bij Shady/Aftermath en verliet de label in oktober 2008. Hierna heeft hij in 2010 Statlanta onder de record label Dream Big Ventures uitgebracht.